# Dendronephthya yamamotoi
Dendronephthya yamamotoi är en korallart som beskrevs av Huzio Utinomi 1954. Dendronephthya yamamotoi ingår i släktet Dendronephthya och familjen Nephtheidae. Inga underarter finns listade i Catalogue of Life.